# Mikko Leppilampi

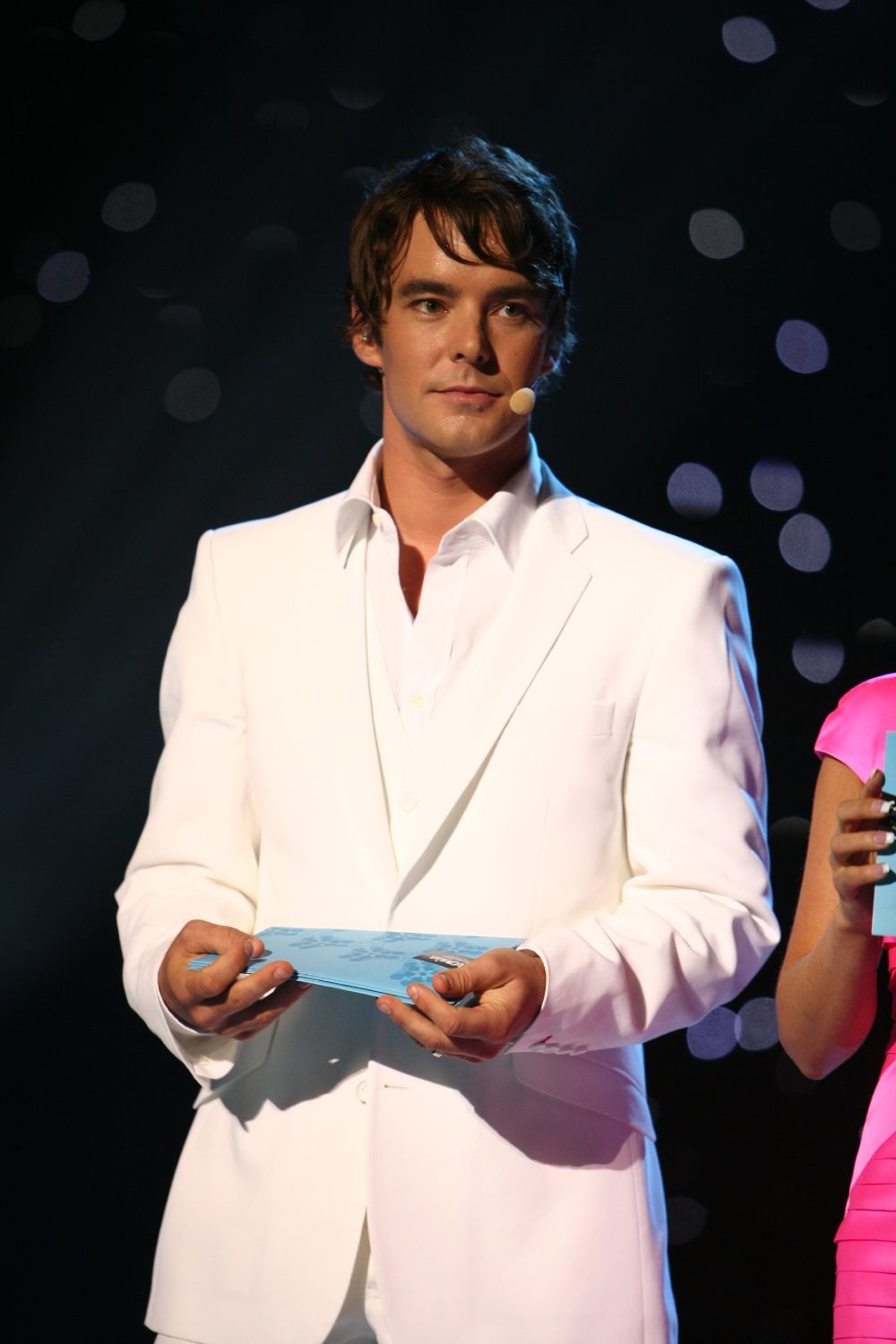
Presentatie van Eurovisiesongfestival 2007

Mikko Leppilampi (Pälkäne, 22 september 1978), is een Finse acteur en muzikant, en zoon van de Finse gospelmuzikant Jukka Leppilampi. Hij wordt gezien als een van de grote beloften voor de Finse filmindustrie.
Samen met Jaana Pelkonen presenteerde hij het Eurovisiesongfestival 2007 in Helsinki.

## Privéleven
Mikka Leppilampi is in augustus 2006 getrouwd met Emilia Vuorisalmi, en in oktober 2005 kregen ze een dochter.

## Muzikant
Naast zijn acteerwerk is hij ook zanger. Hij zong al voor een paar films waarin hij speelde de titeltrack, en in mei 2006 bracht hij een eigen album uit.

## Filmografie
- Helmiä ja sikoja (2003)
- Keisarikunta (2004)
- Paha maa (2005)
- Kaksipäisen kotkan varjossa (2005)
- Tyttö sinä olet tähti (2005)
- Narnian Tarinat : Velho ja Leijona (stem) (2005)
- Madagascar (stem) (2005)
- Hairspray-musikaali (2005)
- Saippuaprinssi (2006)
- Joulutarina (2007)
- 8 päivää ensi-iltaan (2008)
- Pihalla (2009)
- The Italian Key (2011)
- Vares – Pahan suudelma (2011)
- Härmä (2012)
- Nymphs (2014)
- Bordertown (2016)

## Discografie
- Mikko Leppilampi (2006)